# Fiat 1800 a 2100
Fiat 1800 a Fiat 2100 je dvojice šestiválcových automobilů vyšší střední třídy (segment E) vyráběných italskou automobilkou Fiat. Hlavním designérem a konstruktérem byl Dante Giacosa. Tyto dva modely sdílely platformu, karoserii a většinu komponent, liší se hlavně motorem. Model Fiat 1800 je vybavený řadovým šestiválcem o objemu přibližně 1,8 litru a vyráběl se v letech 1959 až 1968. Model Fiat 2100 je rovněž vybavený řadovým šestiválcem, ale o objemu přibližně 2,1 litru. Výroba začala současně s modelem 1800, ale v Itálii byla ukončena již v roce 1961, kdy byl nahrazen modelem Fiat 2300.
V roce 1963 byla tato nabídka doplněna o model Fiat 1500L, což je v podstatě Fiat 1800, ale vybavený čtyřválcovým řadovým motorem z nižšího modelu Fiat 1500 (modelová řada Fiat 1300/1500), jehož výroba byla mezitím zahájena. Tento model byl určen pro zákazníky, kteří chtěli větší a luxusnější auto než Fiat 1300 nebo 1500, ale za nižší cenu než Fiat 1800. Označení Fiat 1500L (L z italského Lunga: dlouhý) bylo nutné pro rozlišení od „normálního“ Fiatu 1500. Existovala též verze 1500L Taxi. Fiat 1500L byl oblíbený zejména v jižní Evropě.
Tato verze se vyráběla též ve Španělsku, kde byla ale označena jednoduše SEAT 1500, protože španělská automobilka nevyráběla žádnou obdobu Fiatu 1500. SEAT 1500 se vyráběl až do roku 1972 a celkem ho bylo vyrobeno téměř 200 000 kusů. Odhaduje se, že v Itálii se vyrobilo přibližně 150 000 kusů různých verzí modelů 1800 a 2100.

## Motory
| Model | Roky            | Motor                 | Objem    | Výkon       | Systém                          |
| ----- | --------------- | --------------------- | -------- | ----------- | ------------------------------- |
| 1800  | 1959-61         | řadový šestiválec OHV | 1795 cm³ | 75 hp       | zážehový: jednoduchý karburátor |
| 1800B | 1962-68         | řadový šestiválec OHV | 1795 cm³ | 86 hp       | zážehový: jednoduchý karburátor |
| 2100  | 1959-61         | řadový šestiválec OHV | 2054 cm³ | 82 hp       | zážehový: jednoduchý karburátor |
| 1500L | 1963-64 1964-67 | řadový čtyřválec OHV  | 1481 cm³ | 72 hp 75 hp | zážehový: jednoduchý karburátor |

## Fotogalerie

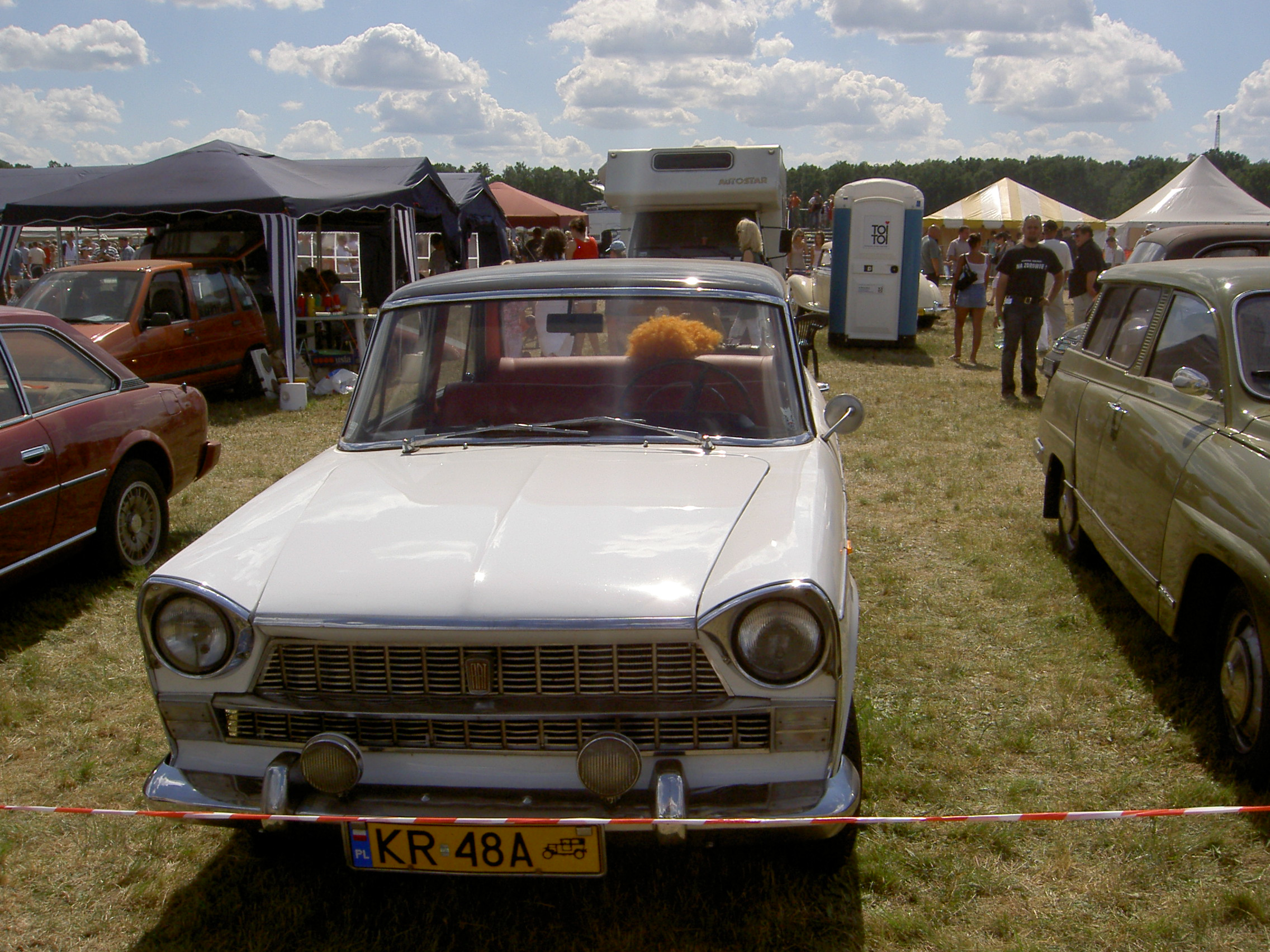
Fiat 1800
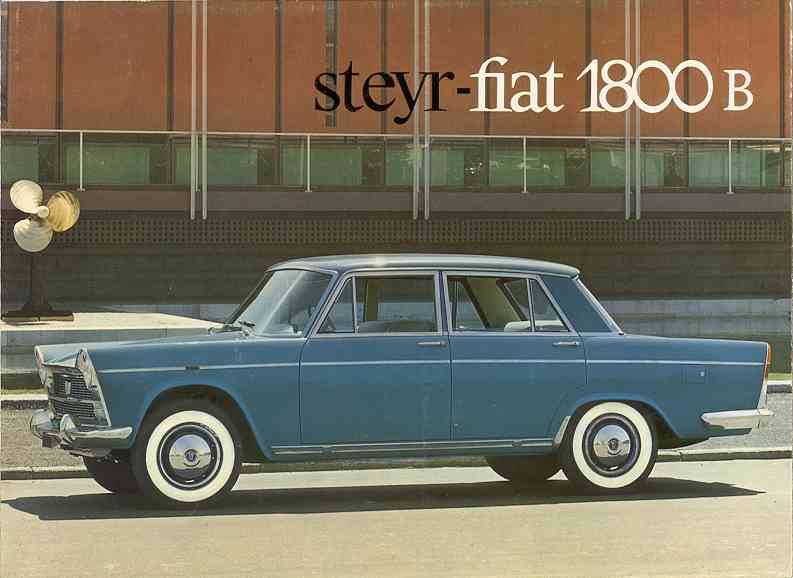
Steyr-Fiat 1800 B
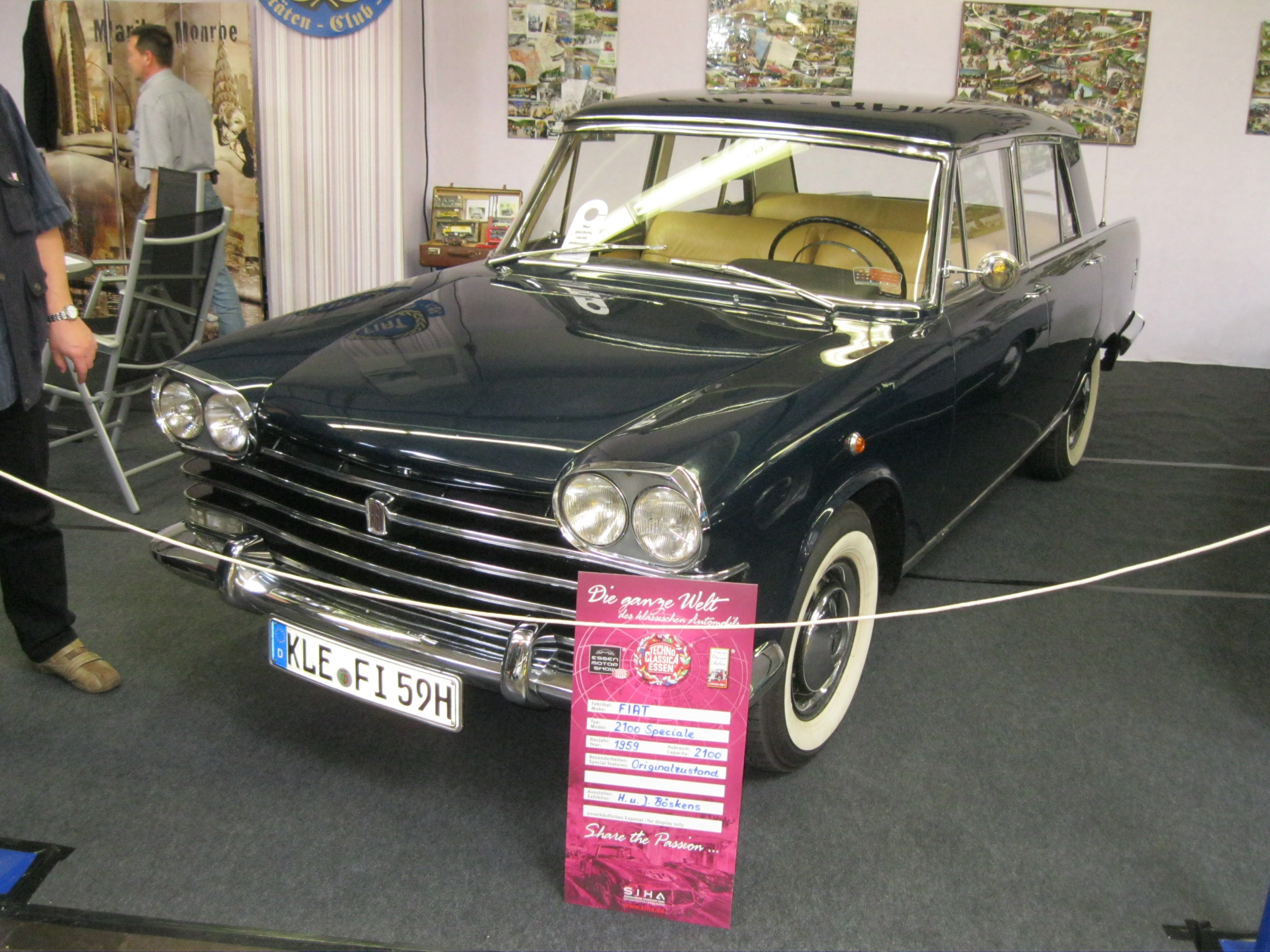
Fiat 2100 Speciale
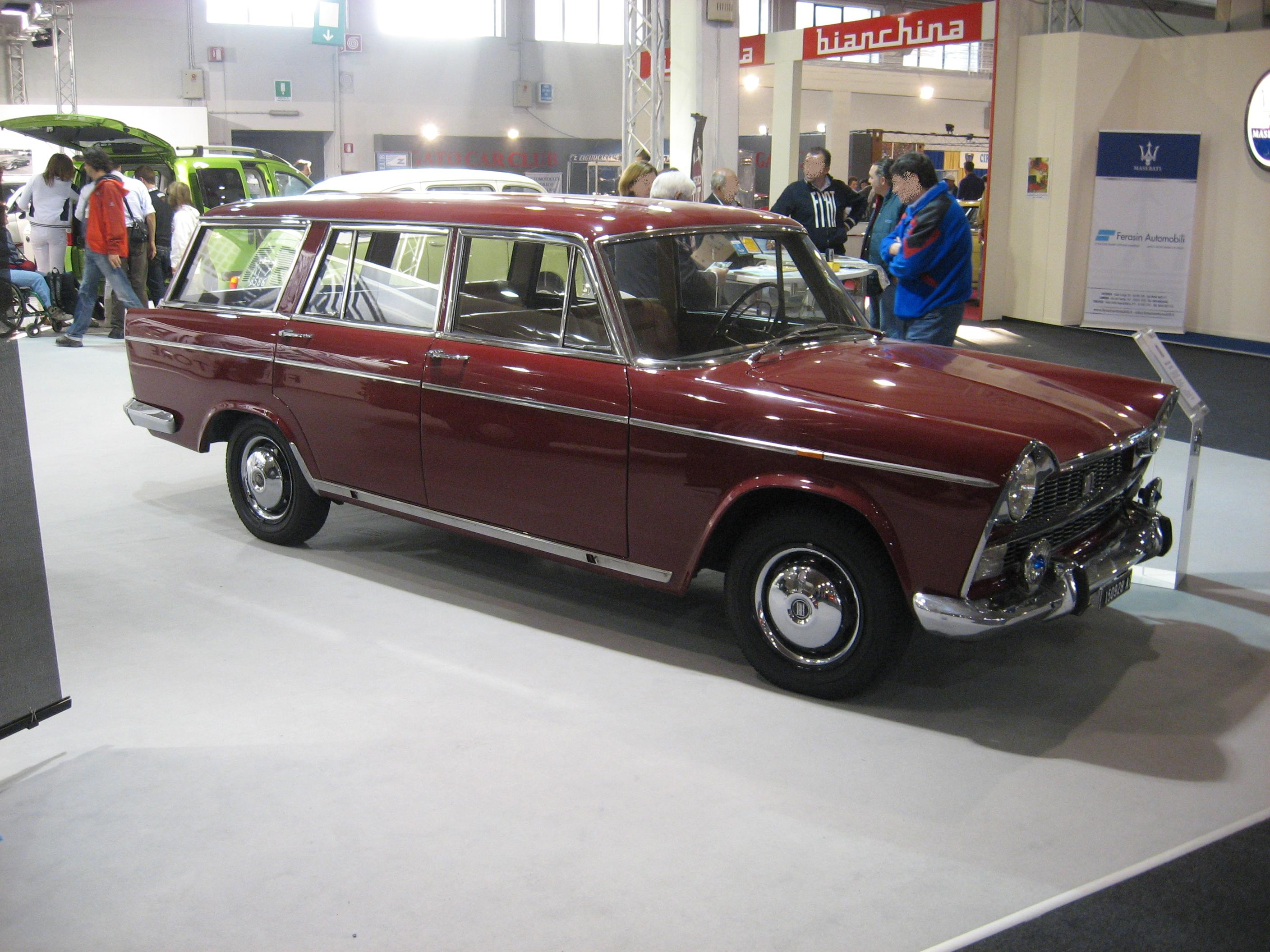
Fiat 2100 Giardinetta: velmi vzácné kombi
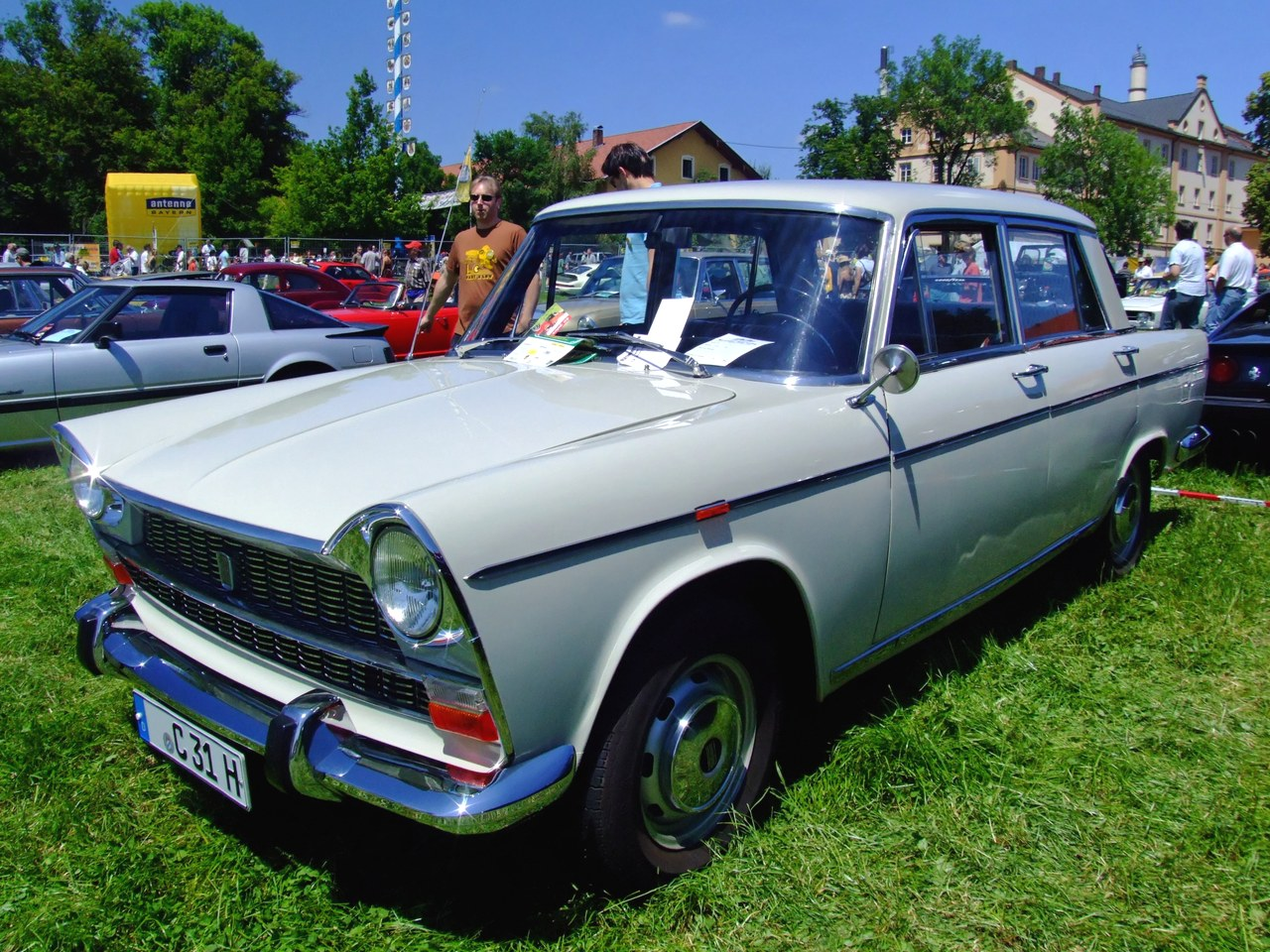
Fiat 1500L (rok 1962)
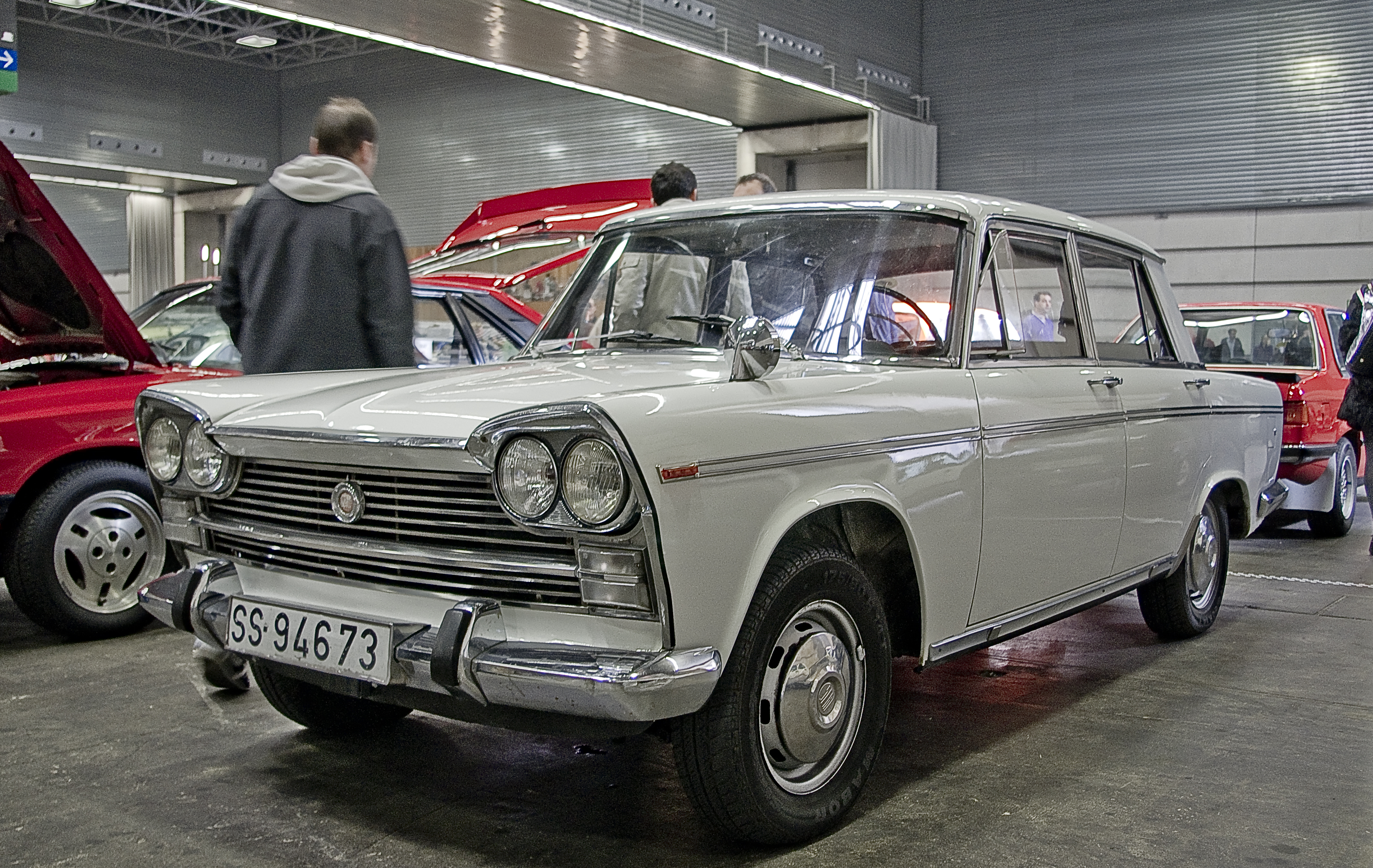
1970 Seat 1500 (španělská verze Fiatu 1500L)
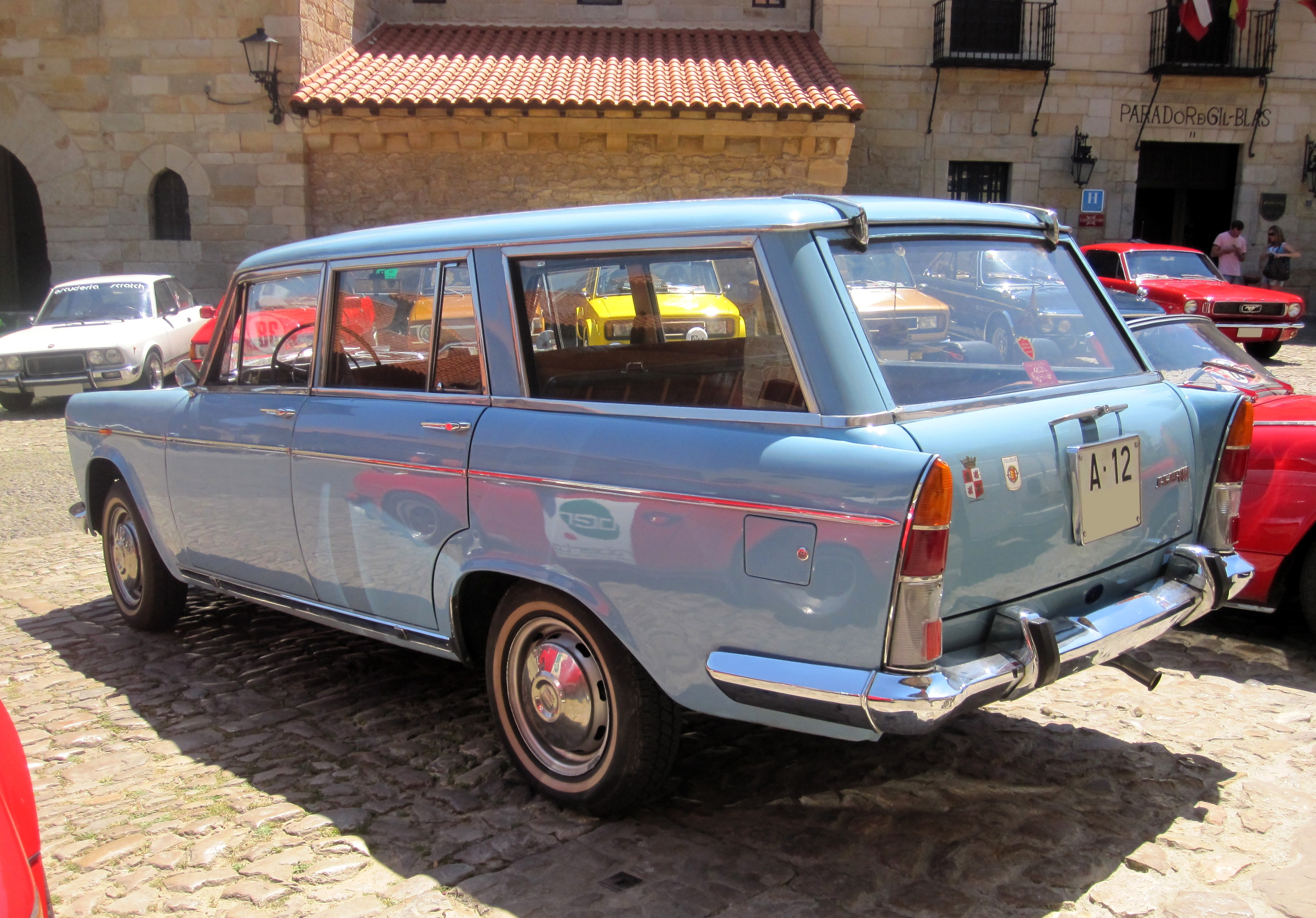
1968 Seat 1500 kombi